# Blitz (film)
A Blitz 2011-ben bemutatott brit bűnügyi-thriller film, melyet Elliott Lester rendezett. A főszereplők Jason Statham, Paddy Considine, Aidan Gillen és David Morrissey. A forgatókönyvet  Ken Bruen regénye nyomán Nathan Parker írta. 
2010 augusztusában kezdték el forgatni Londonban. Ez volt az első olyan film, amit a Lionsgate az Egyesült Királyságban gyártott.
Az Egyesült Királyságban 2011. május 20-án mutatták be. Magyarországon nem vetítették a mozik, kizárólag DVD-n lett kiadva.  
A Rotten Tomatoes-on a 48%-ra értékelték a kritikusok, viszont az Egyesült Királyságban pozitív visszajelzések érkeztek az angol kritikusoktól.

## Cselekménye
Egy londoni nyomozó őrmester, Tom Brant (Jason Statham) nem finomkodik, ha a bűnözőkkel szembe kerül. Ám hamarosan a kemény módszerei ellenére nem csak a sajtót, de még a partnereit is maga ellen fordítja. Amikor előkerül egy mániákus könyörtelen gyilkos, aki sorban öldösi a város rendőreit, az elfogására aligha csak egy ember képes, Tom Brant...

## Szereplők[6][7]
- Jason Statham – Tom Brant (Epres Attila)
- Paddy Considine – Porter Nash (Rajkai Zoltán)
- Aidan Gillen – Barry Weiss (Görög László)
- David Morrissey – Harold Dunlop (Lux Ádám)
- Zawe Ashton – Elizabeth Falls
- Luke Evans – Craig Stokes (Szabó Máté)
- Mark Rylance – Roberts
- Christina Cole – WPC
- Antonia Christy – hírolvasó
- Elly Fairman – Sandra
- Des Barron – Vásárló
- Richard Riddell – PC McDonald

## Külső hivatkozások
- Blitz a PORT.hu-n (magyarul)
- Blitz az Internet Movie Database-ben (angolul)
- Blitz a Rotten Tomatoeson (angolul)
- Blitz a Box Office Mojón (angolul)